# 1935年12月25日日食
1935年12月25日日食是一次日環食，發生於1935年12月25日（東半球大多為12月26日）。新月當天（即朔日），地球上觀測到月球和太阳的角距離極小，此時月球如果恰好在月球交點附近，穿過太阳和地球之間，與地球、太阳接近一直線，則會出現日食。月球穿過太阳和地球之間，但距地球較遠，本影未能接觸地表，而使偽本影覆蓋的區域內看到月球的角直徑小於太陽，就形成日環食，同時在偽本影兩側數千公里的半影範圍內形成日偏食。此次日環食經過了南极洲維多利亞地、威爾克斯地、麦克·罗伯逊地、恩德比地、毛德皇后地，日偏食則覆蓋了幾乎整個南极洲、新西兰絕大部分、南美洲南部及周邊部分地區。
通常每年有2次日食，而1935年共有5次，是20世紀唯一發生日食最多的一年。其中包括4次日偏食和1次日環食。本次日食是其中第五次，即最後一次，也是其中唯一一次日環食。

## 日食概況

### 出現區域
南极洲維多利亞地和威爾克斯地交界處海岸以北約330公里的洋面在日出時最先看到日環食，隨後月球偽本影向東南登上南极洲，沿維多利亞地和威爾克斯地交界處向南再向西南進入威爾克斯地，再轉向西北穿過麦克·罗伯逊地和恩德比地，在毛德皇后地內陸達到最大食分。此後偽本影向北離開南极洲，逐漸轉向東北移動，最終在日落時分結束於愛德華王子群島西南約1100公里的洋面。環食帶在當時未覆蓋任何南極科學考察站，當時尚未建設的法国迪蒙·迪維爾站、挪威特羅爾站、挪威托爾站均位於環食帶內。
除了上述狹窄的環食帶內能看到日環食之外，月球半影覆蓋範圍內都能看到日偏食，包括南极洲除印度洋沿岸東部很小的區域以外的絕大部分、新西兰除北島北端外的絕大部分、智利南部、阿根廷南半部、乌拉圭南半部、巴西南端、福克兰群岛、南乔治亚和南桑威奇群岛。
月球在其軌道上自西向東轉動，發生日食時，月球在地球表面的陰影也大多自西向東移動，而從地球上看，太阳的西側先被月球遮掩，然後逐漸向東。但此次日食發生在南半球的夏季，地軸南端向太阳方向傾斜，月球偽本影是從晨昏圈最南端附近的區域開始接觸地球的，因而環食帶在南极洲及其附近的一段，以及環食帶南极洲段附近被半影覆蓋、看到日偏食的區域內，月影在地表自東向西移動，地面上看到的太阳東側最先被月球遮掩。此外，日環食和日偏食經過的南极洲沒有確定使用的时区，且許多區域處於極晝，從地理位置上看，日食或在12月25日，或在12月26日，部分地區從12月25日子夜前不久開始，在12月26日凌晨結束。在南极洲以外，大多數地區都在國際日期變更線以東，在12月25日看到日偏食，以西的新西兰則在12月26日看到日偏食。

### 基本參數
- 類型：日環食
- 食甚中心處（位於南极洲毛德皇后地）資料：
  - 時間：1935年12月25日17:59:28.0
  - 地點：83°30.1′S 9°18.8′E / 83.5017°S 9.3133°E
  - 食分：0.9752（環食帶內最大）
  - 日環食持續時間：1分30.4秒

## 相關的日食

### 1935-1938年的日食
月球交替位於相對的月球交點時，以半個交點年（食年），即約177天又4小時間隔出現下列日食。
註：1935年2月3日和1935年7月30日的日偏食屬於上一組交點年系列。
| 升交點   | 升交點                    |          | 降交點                   | 降交點 |
| 沙羅周期 | 地圖                      | 沙羅周期 | 地圖                     |        |
| 111      | 1935年1月5日 偏食（南）   | 116      | 1935年6月30日 偏食（北） |        |
| 121      | 1935年12月25日 環食       | 126      | 1936年6月19日 全食       |        |
| 131      | 1936年12月13日 環食       | 136      | 1937年6月8日 全食        |        |
| 141      | 1937年12月2日 環食        | 146      | 1938年5月29日 全食       |        |
| 151      | 1938年11月21日 偏食（北） |          |                          |        |

### 沙羅周期
沙羅周期長度為18年11天。本次日食屬於沙羅周期121，共包含71次日食，依次為944年4月25日至1052年6月29日的7次日偏食、1070年7月10日至1809年10月9日的42次日全食、1827年10月20日至1845年10月30日的2次全環食（亦稱混合食）、1863年11月11日至2044年2月28日的11次日環食、2062年3月11日至2206年6月7日的9次日偏食，總共歷時1262.11年。其中最長的全食發生於1629年6月21日，共持續了6分20秒。
下表列舉了1901年至2100年間發生的屬於該周期的日食，是第55至65次：
| 55             | 56             | 57            |
| -------------- | -------------- | ------------- |
| 1917年12月14日 | 1935年12月25日 | 1954年1月5日  |
| 58             | 59             | 60            |
| 1972年1月16日  | 1990年1月26日  | 2008年2月7日  |
| 61             | 62             | 63            |
| 2026年2月17日  | 2044年2月28日  | 2062年3月11日 |
| 64             | 65             |               |
| 2080年3月21日  | 2098年4月1日   |               |

## 資料來源
1. ↑  樊忠玉. . 中国天文科普网.   [2016-03-27]. （原始内容存档于2014-09-17）.
2. 1 2  Fred Espenak. . NASA Eclipse Web Site.   [2016-03-27]. （原始内容存档于2020-10-20）.（英文）
3. ↑  Fred Espenak. . NASA Eclipse Web Site.   [2016-03-27]. （原始内容存档于2020-10-23）.（英文）
4. ↑  Xavier M. Jubier. .   [2016-03-27]. （原始内容存档于2017-04-06）.（法文）（英文）
5. ↑  Fred Espenak. . NASA Eclipse Web Site.   [2016-03-27]. （原始内容存档于2008-08-08）.（英文）
6. ↑  Fred Espenak. . NASA Eclipse Web Site.（英文）

## 外部連結
- NASA日食專頁（页面存档备份，存于）（英文）
- 可見區域圖和時間統計：由弗雷德·埃斯佩纳克做出的日食預報，NASA/GSFC
  - Google互動地圖呈現的日食範圍
  - 貝塞爾元素
- Google地圖顯示的日環食和日偏食範圍（页面存档备份，存于）（法文）（英文）

| \| \| 日食 \|                             |                               |                                           |
| 上一次日食： 1935年7月30日日食 （日偏食） | 1935年12月25日日食 （日環食） | 下一次日食： 1936年6月19日日食 （日全食） |
| 上一次日環食： 1934年8月10日日食          | 1935年12月25日日食 （日環食） | 下一次日環食： 1936年12月13日日食         |
|                                           | 日食                          |                                           |